# 日本ブレイス
株式会社日本ブレイス（英: NIHON BRACE Inc.）は、ソーシャルビジネスを手がける日本の企業。旧社名は、株式会社ザ・ネット・プラン。

## 概要
子育て支援事業や企業の販促ツールの企画・制作を行い、公益団体と連携した企業協賛型の社会啓発活動を全国規模で実施している。
「日本の足りない所を補い（BRACE）、社会に貢献する」という企業理念のもと、常に人々の役に立つ事業の創出に取り組んでいる。現在は、ソーシャルコミュニケーション事業、セールスプロモーション事業、調剤薬局事業の３つの事業部を中心に、多角的な事業展開を進めている。

## 沿革
- 2000年9月、株式会社ザ・ネット・プラン設立。セールスプロモーション事業をスタート。
- 2005年8月、デジタルアドベンチャーの資本参入を受け、連結子会社になる。
- 2005年9月、ソーシャルコミュニケーション事業スタート。
- 2006年4月、本社を東京都港区南青山に移転。
- 2007年5月、妊婦向け情報誌及びWebサイト「BabyPedia」をスタート[2]。11月には、伸芽会と提携して「BabyPedia」連動のフリーマガジンを展開すると発表[3]。
- 2008年8月、モバイル通販サイト「BabyPedia  Store」をオープン[4]。
- 2009年8月、本社を東京都港区六本木に移転。
- 2010年3月、「BabyPedia」WEBサイトリニューアルオープン[5]。
- 2011年12月、調剤薬局事業スタート。
- 2012年4月、本社を東京都千代田区麹町に移転。
- 2012年5月、「ラ・メール薬局立石店」開設。
- 2012年10月、「ラ・メール薬局藤沢店」開設。また、デジタルアドベンチャーがザ・ネット・プランに対する債権を放棄[6]。
- 2013年5月、「ラ・メール薬局高津店」開設。また、「BabyPedia」をリニューアル創刊[7]。
- 2013年7月、株式会社日本ブレイスに社名変更。
- 2014年1月、デジタルアドベンチャーが日本ブレイスの全株式を売却。日本ブレイス社長である齋藤和邦が株式の100%を保有した。
- 2014年2月、「ラ・メール薬局藤沢店」閉設。
- 2018年9月、「ラ・メール薬局立石店」（葛飾区金町への移転に伴い営業終了）
- 2018年10月、「ラ・メール薬局金町店」開設。
- 2019年12月、「BabyPedia」公式インスタグラム開設[8]。
- 2021年1月、本社を東京都千代田区二番町に移転。

## 事業内容

### ソーシャルコミュニケーション事業
公益団体と連携し、企業協賛による社会啓発活動を行っている。具体的には、妊産婦向けの無償教材『BabyPedia（ベビペディア）』の発行や、介護・保健に関する教材・機関誌の提供、健康セミナーの開催などを通じて、特定の属性に焦点を当てたコミュニケーション活動を展開している 。

### セールスプロモーション事業
商品の販売促進を目的とした什器の企画・制作、店頭演出などを通じて、企業のマーケティング活動を支援している。 主に食品・飲料メーカーを対象に、トータルディレクションを提供している。

### 調剤薬局事業
日本ブレイス主要事業であるプロモーションや啓発事業から生まれた「ラ・メール薬局」の運営。「ラ・メール（Lamere）」とは、フランス語で「海（La mer）」と「母（Mère）」を組み合わせた造語で、「海」のように地域をつなぎ、「母」のように優しく温かい薬局を目指すというが込められている。
- ラ・メール薬局 金町店（東京都葛飾区）
- ラ・メール薬局 高津店（神奈川県川崎市）